# Nationales Aktionsbündnis für Menschen mit Seltenen Erkrankungen
Das Nationale Aktionsbündnis für Menschen mit Seltenen Erkrankungen  (NAMSE) ist ein Koordinierungs- und Kommunikationsgremium, das am 8. März 2010 durch eine  gemeinsame Erklärung gebildet wurde. Mit diesem Zusammenschluss wurden erstmals alle Beteiligten des Gesundheitswesens an einem Tisch zusammengeführt – Patienten, Ärzte, Kostenträger, universitäre Wissenschaftler sowie Forscher der Biotechnischen und Pharmaindustrie sollen bestehende Initiativen bündeln und die Vernetzung von Forschung und Klinik verbessern.

## Partner des Zusammenschlusses
- Bundesministerium für Gesundheit (BMG)
- Bundesministerium für Bildung und Forschung (BMBF)
- Allianz Chronischer Seltener Erkrankungen (ACHSE e.V.)
- 23 weitere Akteure im Gesundheitswesen.

Unter Berücksichtigung bereits bestehender Strukturen und europäischer Zusammenhänge, hat das NAMSE Vorschläge für eine bessere Versorgung von Patienten mit seltenen Erkrankungen erarbeiten und in einem Nationalen Aktionsplan konkretisiert.

## Arbeitsgruppen
Die Erarbeitung neuer Maßnahmen und Konzepte erfolgt in vier Arbeitsgruppen.
- AG 1 – Informationsmanagement
- AG 2 – Wege zur frühzeitigen Diagnose seltener Erkrankungen
- AG 3 – Versorgung, Zentren, Netzwerke
- AG 4 – Forschung